# Carl Vine
Carl Vine (Perth, Austràlia Occidental, 8 d'octubre de 1954), és un compositor australià de música clàssica contemporània.
Als cinc anys tocava la corneta, i començà a tocar el piano quan tenia deu anys. La fascinació adolescent per la música de Karlheinz Stockhausen el va dur a un període de Modernisme, que va explorar fins a mitjan dècada de 1980. Va estudiar física, després composició en la Universitat d'Austràlia Occidental, abans d'instal·lar-se a Sydney el 1975, on va treballar de pianista i compositor autònom amb diversos conjunts i companyies de teatre i dansa. El 1979 va ser un dels fundadors del conjunt de música contemporània Flederman, que va presentar moltes de les seues pròpies obres. Del 1980 al 1982 va donar classes de composició de música electrònica en el Conservatori de Música de Queensland, a Brisbane. Del 2000 al 2019, Vine fou el director artístic de Musica Viva Australia, el conjunt de música de cambra més gran del món. Des del 2006, és també el director artístic del Festival de Música de Huntington.
El 2012, el seu segon concert per a piano va ser estrenat per Piers Lane i l'Orquestra Simfònica de Sydney, i l'Orquestra de Cambra Australiana, amb la soprano Danielle de Niese, va estrenar la seua cantata The Tree of Man, inspirada en la novel·la del 1955 de Patrick White. El seu concert de trombó Five Hallucinations va ser estrenat per l'Orquestra Simfònica de Chicago l'octubre de 2016. Des del 2014, treballa al Conservatori de Música de Sydney com a professor sènior de composició.

## Obres
Tot i que principalment va ser compositor de música clàssica moderna, ha dut a terme tasques tan diverses com l'arranjament de l'himne nacional australià i l'escriptura de música per a la cerimònia de clausura dels Jocs Olímpics d'Atlanta 1996. El seu catàleg comprén vuit simfonies, dotze concerts, música per a cinema, televisió i teatre, música electrònica i nombroses obres de cambra:

### Simfonies
- Simfonia núm. 1 MicroSymphony (1986)
- Simfonia núm. 2 (1988)
- Simfonia núm. 3 (1990)
- Simfonia núm. 4 (1998). Revisió: Simfonia núm. 4.2 (1992)
- Simfonia núm. 5 Percussion Symphony (1995)
- Simfonia núm. 6 Choral Symphony (1996)
- Simfonia núm. 7 Scenes from Daily Life (2008)
- Simfonia núm. 8 The Enchanted Loom (2018)

### Concerts
- Concert per a percussió (1987)
- Concerto Grosso (violí, flauta, oboè, cor i corda) (1989)
- Gaijin (koto, cordes, cinta magnètica) (1994)
- Concert per a oboè (1996)
- Concert per a piano núm. 1 (1997); encàrrec de l'Orquestra Simfònica de Sydney
- Pipe Dreams (concert per a flauta i corda) (2003)
- Concert per a violoncel (2004)
- Concert per a violí (2011)
- Concert per a piano núm. 2 (2012)
- Concert per a orquestra (2014)
- Five Hallucinations (concert per a trombó i orquestra) (2016)
- Wonders (cantata per a soprano, baríton, dos cors i orquestra) (2016)
- Implacable Gifts (concert per a dos pianos i orquestra) (2018)

### Altres obres orquestrals
- The Tree of Man (2012) (cantata per a soprano i orquestra de corda)
- Gravity Road (2014) (poema simfònic)

### Música de cambra
- Quartet de cordes núm. 1 Knips Suite (1979)
- Quartet de cordes núm. 2 (1984)
- Quartet de cordes núm. 3 (1994); encàrrec del Quartet Smith de Londres, al qual va dedicada l'obra.
- Quartet de corda núm. 4 (2004)
- Quartet de corda núm. 5 (2007)
- Quintet de corda (2009)
- Miniatura I Peace (solo de viola) (1973)
- Miniatura II (duo per a alts) (1974)
- Miniatura III (flauta, trombó, piano, percussió) (1983)
- Miniatura IV (flauta, clarinet, violoncel, violí, alt, violoncel i piano) (1988)
- Sonata per a flauta i piano (1992)
- Inner World (violoncel sol amb cinta magnètica) (1994); encàrrec de la ràdio 2MBS-FM de Sydney.
- Fantasia per a quintet amb piano (2013)
- The Village per a trio amb piano (2014)

### Piano
- Sonata per a piano núm. 1 (1990)[6][7]
- Cinq Bagatel·les (1994)
- Sonata per a piano núm. 2 (1997)[8]
- Rash (piano amb CD) (1997)
- Red Blues (1999)
- The Anne Landa Preludes (2006)
- Sonata per a piano núm. 3 (2007)[9]
- Sonata per a piano a quatre mans (2009)
- Toccatissimo (2011)
- Sonata per a piano núm. 4 (2018)[10][11]

### Ballets
- 961 Ways to Nirvana  (1977)
- Incident at Bull Creek  (1977)
- Poppy (1978)
- Everymans Troth (1978)
- Scene Shift (1979)
- Kisses Remembered (1979)
- Knips Suite (1979)
- Missing Film (1980)
- Return (1980)
- Donna Maria Blues (1981)
- Colonial Sketches (1981)
- Daisy Bates (1982)
- Hate (1982)
- A Christmas Carol (1983)
- Prologue and Canzona (1986)
- Legend (1988)
- On The Edge (1989)
- Piano Sonata (1990)
- The Tempest (1991)
- Beauty and The Beast (1993)
- Mythologia (2000)
- The Silver Rose (2005)
- Tribe's Desire (2010)

## Premis i reconeixements
Entre molts altres, són a destacar:
- 1989: Premi Nacional dels Crítics Musicals d'Austràlia a la millor obra o conjunt instrumental, per 'Miniature IV.
- 2005: Premi Don Banks, màxima distinció del Consell Australià de les Arts per a un músic.
- 2010: Doctor Honorari en Música per la Universitat d'Austràlia Occidental.
- 2011: Premi Sir Bernard Heinze Memorial.
- 2014: Oficial de l'Orde d'Austràlia (AO). Queen's Birthday Honours List.[12]